# Klaus Hugo
Klaus Hugo (né le 27 février 1928 à Unterwellenborn, mort le 22 janvier 2007 à Berlin) est un compositeur et producteur de musique allemand.

## Biographie
Hugo étudie au conservatoire d'Erfurt de 1950 à 1953 et devient musicien d'orchestre. En 1953, il travaille comme rédacteur musical à la Rundfunk der DDR. À la fin des années 1950, il devient chef de la rédaction de la musique de danse de la Berliner Rundfunk. En plus de la conception des programmes musicales, il est également responsable de l'organisation des productions musicales. En 1973, il est nommé producteur en chef pour la musique de danse. Il met en avant des artistes comme Frank Schöbel, Regina Thoss, Andreas Holm, Ruth Brandin ou Michael Hansen. Il écrit aussi un grand nombre de chansons de schlager et participe à la musique de films de la DEFA.

## Filmographie
- 1967 : Hochzeitsnacht im Regen
- 1968 : Schüsse unterm Galgen
- 1969 : Le Temps de la vie
- 1971 : Liebeserklärung an G.T.
- 1971 : Hut ab, wenn du küßt
- 1972 : Reife Kirschen

## Source de la traduction
- (de) Cet article est partiellement ou en totalité issu de l’article de Wikipédia en allemand intitulé « Klaus Hugo » (voir la liste des auteurs).